# Мацумото, Икуо
Икуо Мацумото (яп. 松本 育夫 Мацумото Икуо, род. 3 ноября 1941, Уцуномия) — японский футболист и тренер. Бронзовый призер летних Олимпийских игр в Мехико (1968).

## Клубная карьера
На протяжении своей футбольной карьеры выступал за клуб «Тойо Индастрис», к которому присоединился после окончания университета Васэда в 1964 году. В 1965 команда вступила в новую созданную японскую футбольную лигу, выиграв чемпионат в этом же сезоне. Свой успех «Тойо Индастрис» повторили в 1966, 1967, 1968 и 1970 годах, а также выигрывали Кубок Императора в 1965, 1967 и 1969 годах. В 1973 году Мацумото завершил игровую карьеру, сыграв 88 матчей и забив 31 гол в чемпионате. В 1966 году был включен в символическую сборную лиги.

## Карьера в сборной
В декабре 1966 года Мацумото был вызван в сборную Японии на Летние Азиатские игры 1966 года. На этом соревновании 10 декабря он дебютировал против Индии. Пройдя весь квалификационный раунд, он доказал своей право на участие в Олимпийских играх 1968 года. На этом турнире Мацумото провел 4 игры и в составе национальной команды завоевал бронзовые медали игр в Мехико. Завершил выступления за сборную в отборочном матче к чемпионату мира 1970 года против Австралии. Всего за Японию Мацумото провел 11 игр и забил 1 гол.

## Тренерская карьера
После окончания игровой карьеры Мацумото стал главным тренером «Тойо Индастрис» в качестве преемника Kenzo Ohashi в 1976 году. Но в том же году был приглашен на работу в молодежную сборную Японии (до 20 лет). И руководил командой на чемпионате мира 1979 года, проходившем в Японии. В апреле 1999 года подписал контракт с клубом второго дивизиона Джей-лиги «Кавасаки Фронтале». И по итогам сезона привел клуб к победе и выходу в высший дивизион страны. Но там он надолго не задержался, вылетев в следующем году обратно в дивизион 2. В 2004 году Мацумото подписал контракт с «Саган Тосу», также выступавшем во втором дивизионе, и руководил клубом в течение трех сезонов. В 2009 году был введен в Зал славы японского футбола. В 2010 году он снова тренировал «Саган Тосу». В сентябре 2013 года, когда Мацумото исполнился 71 год, он подписал контракт с «Тотиги». Он стал первым тренером из 70-х в Джей-лиге.

## Достижения

### Командные
«Тойо Индастрис»
- Чемпион Первого Дивизиона Японской футбольной лиги: 1965, 1966, 1967, 1968, 1970
- Обладатель Кубка Императора: 1965, 1967, 1969

### Международные
Сборная Японии
- Олимпийских игр: 1968

### Личные
- Символическая сборная Первого Дивизиона Японской футбольной лиги: 1966
- Star Ball Первого Дивизиона Японской футбольной лиги: 1966
- Зал славы японского футбола

## Статистика

### В сборной
| Сборная Японии | Сборная Японии | Сборная Японии |
| Год            | Матчи          | Голы           |
| -------------- | -------------- | -------------- |
| 1966           | 4              | 1              |
| 1967           | 3              | 0              |
| 1968           | 2              | 0              |
| 1969           | 2              | 0              |
| Итого          | 11             | 1              |

### Тренерская статистика
| Команда           | С     | До    | Статистика | Статистика | Статистика | Статистика | Статистика |
| Команда           | С     | До    | И          | В          | П          | Н          | Побед %    |
| ----------------- | ----- | ----- | ---------- | ---------- | ---------- | ---------- | ---------- |
| Кавасаки Фронтале | 1999  | 1999  | 31         | 24         | 2          | 5          | 77.42      |
| Саган Тосу        | 2004  | 2006  | 136        | 44         | 34         | 58         | 32.35      |
| Саган Тосу        | 2010  | 2010  | 36         | 13         | 12         | 11         | 36.11      |
| Тотиги            | 2013  | 2013  | 10         | 7          | 2          | 1          | 70         |
| Всего             | Всего | Всего | 213        | 88         | 50         | 75         | 41.31      |